# Convolvulus lindbergii
Convolvulus lindbergii är en vindeväxtart som beskrevs av Sa'ad. Convolvulus lindbergii ingår i släktet vindor, och familjen vindeväxter. Inga underarter finns listade i Catalogue of Life.